# Kraftwerk Seyssel
Das Kraftwerk Seyssel, französisch Barrage de Seyssel, ist ein Laufwasserkraftwerk der Compagnie nationale du Rhône (CNR), das seit Sommer 1952 in Betrieb ist. Es nutzte die Wasserkraft der Rhone oberhalb von Seyssel (Ain) und Seyssel (Haute-Savoie). Die beiden Orte werden durch das Kraftwerk vor Hochwasser geschützt. Das Kraftwerk in Blockbauweise steht seit 2003 als Kulturerbe des 20. Jahrhunderts unter Denkmalschutz.

## Geschichte
Das Kraftwerk ist Teil der Wasserkraftnutzung im Bereich der Haut-Rhône, dem oberen Teil des französischen Rhonetals. Die neun Kraftwerksstufen zwischen Génissiat und Lyon wurden durch die CNR erstellt. Ursprünglich sollte zuerst das Wehr und dann das Maschinenhaus gebaut werden, aber auf Drängen des Elektrizitätsministeriums gleichzeitig durchgeführt. Er erfolgte durch die Groupe Régional de Production Hydraulique (GRAPH) unter der Leitung von Albert Laprade, in Zusammenarbeit mit Jean Vernon und Bruno Philippe. Die Arbeiten wurden von den Firmen Schneider und Joya-Chabert ausgeführt. Die elektrische Ausrüstung des Kraftwerks wurde an Le Matériel Electrique S.W. vergeben, einem Konsortium bestehend aus Schneider und Westinghouse. Bevor der Aufstau der Rhone beginnen konnte, mussten Leute aus dem unteren Ortsteil von Bassy umgesiedelt werden, ebenso wurde eine Brücke entfernt, die an dieser Stelle über den Fluss führte. Der Bau der Anlage kostete 47 Mio. Franc in der Währung von 1951. 

## Technik
Das Kraftwerk Seyssel steht etwa zehn Kilometer unterhalb der Talsperre Génissiat, mit der es eng zusammenarbeitet. Es gleicht den unregelmäßigen Abfluss der oberhalb liegenden Talsperre aus und verhindert somit Überschwemmungen in Seyssel. Das 19,3 m hohe steuerbare Wehr ist 101 m lang, das angrenzende Maschinenhaus auf der linken Flussseite 86 m. Das Kraftwerk bildet einen Aufstau von 5,5 Mio. m³ Inhalt, die nutzbare Fallhöhe beträgt 8,25 m. Im Maschinenhaus sind drei Kaplan-Turbinen aufgestellt, die mit Dreiphasenwechselstrom-Generatoren gekuppelt sind. Jeder der Generatoren hat eine Scheinleistung von 15 MVA und erzeugt eine Klemmenspannung von 10 kV. Die Spannung wird für die Übertragung mit Hochspannungsleitungen von Transformatoren auf 63 kV angehoben. Das Kraftwerk versorgt die Industrieregion nördlich der Alpen und den Großraum Lyon.